# 中山路 (台中市區)
中山路 (台中市區)為臺灣臺中市舊市區的單行道道路，大致呈東西向，北抵均安街，南至台中車站。

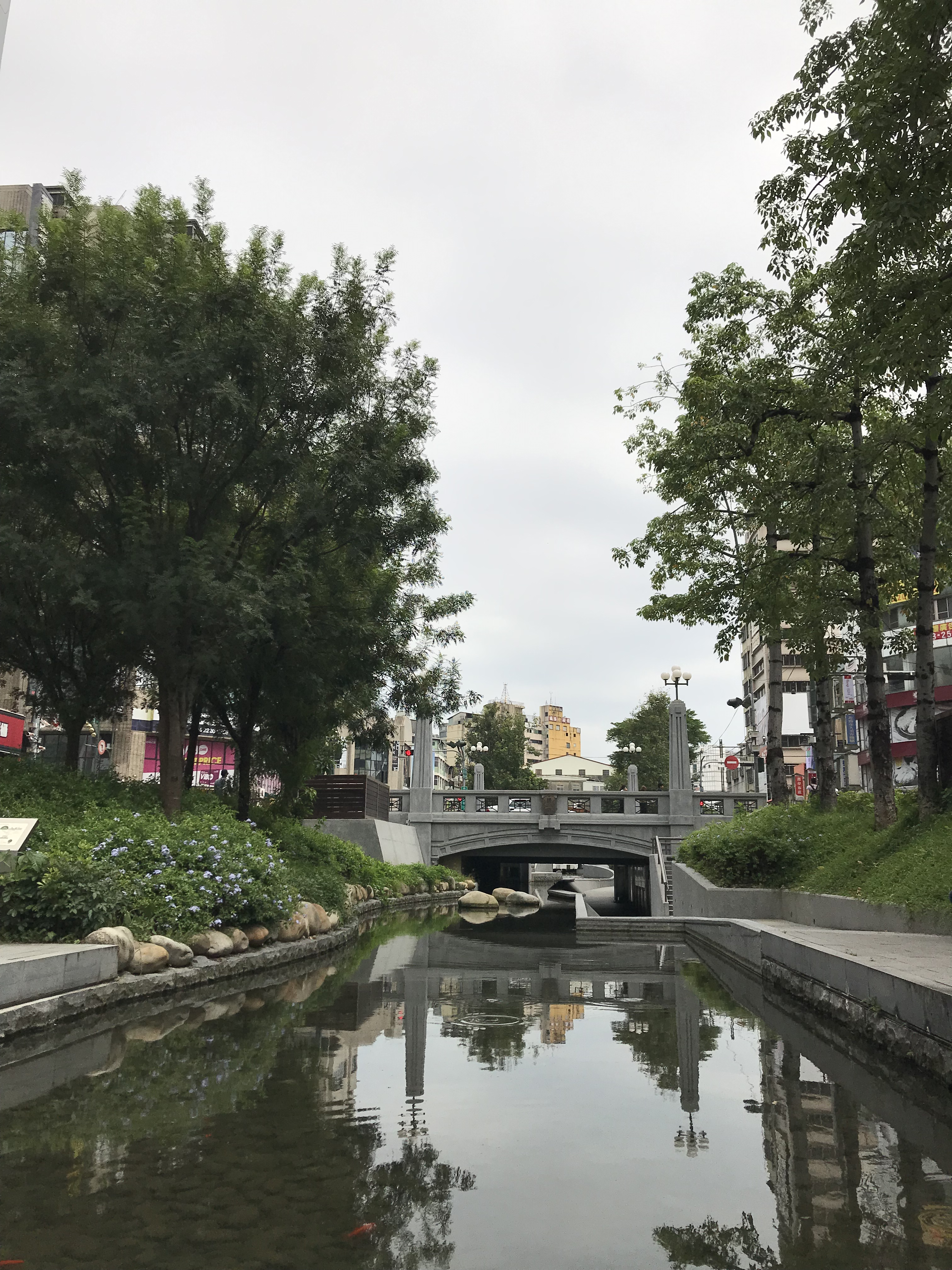
中山綠橋

## 歷史
闢建於日治時代，原稱「新盛橋通」，因「新盛橋」（現中山綠橋）而得名，也因為街頭路燈為鈴蘭花造型又被稱為「鈴蘭通」，戰後改稱中山路至今。

## 行經行政區域
（由西到東）
- 中區
- 西區

## 車道配置
- 台中車站─五權路：單向二車道
- 均安街─五權路：雙向二車道

## 公車路線
- 8
- 15
- 70
- 70B
- 82
- 201
- 901
- 901副

## 沿線設施
（由西到東，車行方向）
- 老樹公園（茄苳樹）

五權路
- 中華路夜市（中華路）
- 順天宮

柳川西路三段
柳川
柳川東路三段
- 仁愛綜合醫院台中院區（页面存档备份，存于）
- 第二市場

三民路二段
三民路與平等街之間的中山路
平等街與市府路之間的中山路
市府路與自由路之間的中山路
- 台中市中區中山路125-2號洪瑞珍三明治

自由路二段
自由路與繼光街之間的中山路
- （今日出乳酪蛋糕四信店）

繼光街與綠川之間的中山路
繼光街徒步街（電子街）
綠川（中山綠橋）
綠川與建國路之間的中山路
- （今日出乳酪蛋糕宮原眼科店）
- 台中市中區中山路1號
- 台中市中區中山路2號
- 台中市中區中山路3號
- 台中市中區中山路4號
- 臺中市政府警察局第一分局繼中派出所

建國路
- 台中車站